# Munim Khan

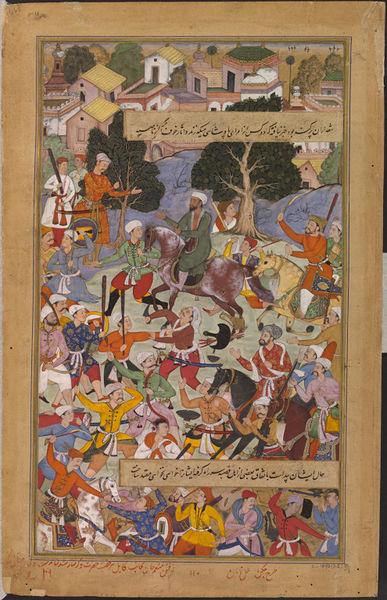
Ilustración de Jagan y Naman, artistas de la corte mogola, para el Akbarnama (Libro de Akbar), que representa la detención del rebelde Mu'nim Khan durante su huida de Kabul, en el extremo norte del imperio mogol (actual Afganistán), en 1562.

Munim Khan Khan-i-Khan  fue un comandante de alto rango bajo los emperadores mogoles Humayun y Akbar. Se tituló Khan-i-Khanan cuando, en 1560, el emperador Akbar lo nombró Wakil (primer ministro), permaneció en esta posición hasta 1564. Se encontró en el libro de Ain-i-Akbari que su nombre original era Mirza Munim Beg. Después de la sumisión de la rebelión uzbeka en 1564, fue nombrado Subedar de Jaunpur. Se le encomendaron los distritos de la región oriental. En 1574-1575, fue nombrado Subedar de Bengala y Bihar. En 1574-75, el emperador Akbar introdujo la tradición Manshadri y nombró a Munim Khan como el más alto de cinco mil monksardar.

## Origen
Sus antepasados eran de Andijan (entonces Imperio timúrida, actual Uzbekistán). Su padre fue Miran Beg Andijani.

## Expediciones contra Daud Khan Karrani
Akbar envió a Munim Khan para reprimir al sultán de Bengala, Daud Khan Karrani. Al no poder establecerse por primera vez, Munim Khan tomó con éxito el control de Hajipur y Patna bajo la iniciativa directa del emperador Akbar. Munim Khan fue entonces nombrado gobernador de Bengala y Bihar. Más tarde, capturó la capital afgana de Bengala, Tandah, el 25 de septiembre de 1574. En la batalla de Tukaroi, ocurrida el 3 de marzo de 1575, Munim Khan obligó a Daud Shah a firmar un tratado que dejó solo a Orissa bajo el control de Daud Shah. Munim Khan transfirió la capital de Bengala de Tandah a Gaur.

## Muerte
Munim murió el 23 de octubre de 1575 en Tandah por una plaga epidémica. Después de su muerte, Daud Khan Karrani se retractó y capturó Gaur nuevamente.